# Green With Evil
Green With Evil, conocido en España como Verde diabólico y en Hispanoamérica como Un nuevo ranger malvado, es un serial de cinco episodios que forma parte de la primera temporada de la serie estadounidense Mighty Morphin Power Rangers. Destaca por su debut en el mismo de los personajes de Tommy Oliver, interpretado por Jason David Frank y Escorpina, interpretada por Ami Kawai a partir de imágenes del personaje de Lamie de Kyōryū Sentai Zyuranger y con voz de Wendee Lee. Se trata de la primera historia de la serie dividida en varios episodios, además de ser el serial más largo producido en Power Rangers.

## Argumento

### Primera parte: Out of Control
Hay una competición de lucha en el centro juvenil de Angel Grove, y el contrincante de Jason es un chico nuevo llamado Tommy. El talento de Tommy es tal que Jason no puede ganarle, aunque tampoco pierde, ya que el encuentro acaba en empate. Jason le da la enhorabuena a Tommy y quedan en entrenar juntos en unos días. Kimberly queda inmediatamente prendada por Tommy, y cuando al día siguiente en la escuela la ayuda a espantar a Bulk y Skull, Tommy también parece fijarse en ella, y quedan en salir más tarde. Rita, que ha quedado maravillada por las dotes del nuevo luchador, decide secuestrarle y lanzarle un hechizo diabólico para controlar su mente. Después le da una moneda que tenía guardada y que le convierte en el Green Ranger. Al tener una moneda, eso le da acceso al interior del centro de mando, donde se escabulle y, tras introducirle un virus a Alpha 5 que le deja fuera de combate, destruye los controles que mantienen a Zordon conectado a través del tubo, haciendo que desaparezca. Alpha 5 logra enviar un último mensaje de socorro que llega hasta el comunicador de los rangers, quienes se encuentran el desastre en el centro de mando. Logran reactivar a Alpha con funciones básicas y sin recuerdos en su base de datos de quién le atacó. Después, se ven obligados inmediatamente a luchar contra Goldar gigante, pero en mitad de la batalla, el Green Ranger entra en la cabina del Megazord e inicia una primera batalla contra ellos antes de retirarse. Al volver al centro de mando, los daños de Alpha 5 son tan severos que hacen que se desconecte por completo.

### Segunda parte: Jason's Battle
Billy logra reparar a Alpha 5, aunque la información de sus bancos de memoria dañados no puede recuperarse y siguen sin saber quién es el misterioso Green Ranger. Mientras, Rita devuelve a Tommy a la Tierra hasta nueva orden ordenándole que mantenga su identidad en secreto. Al día siguiente, Kimberly se acerca a preguntarle por qué no acudió a su cita, pero Tommy se muestra desdeñoso y cortante con ella. Más tarde, Rita le entrega a Tommy un arma poderosa conocida como la Espada de la Oscuridad, que tiene además el poder de mantener a Tommy eternamente bajo el hechizo de Rita mientras nadie la destruya. Sólo Zordon conoce el secreto, pero ha desaparecido. En el colegio, cuando Jason se encuentra con Tommy para decirle que no podrá acudir a la cita que tenían acordada, éste le dispara por la espalda un rayo con la moneda que le teletransporta a otra dimensión, la dimensión oscura de Rita, donde le está esperando Goldar. Además, se ha hecho con su Power Morpher, y no puede metamorfosearse, con lo que la batalla es muy desigual sin sus poderes. Mientras tanto, el Green Ranger vuelve a atacar esta vez con la Espada de la Oscuridad, que les hace mucho daño a los cuatro rangers restantes, pero logran invocar al Megazord, y este repele los ataques del Green Ranger, que se ve obligado a retirarse. A su vuelta al centro de mando, Zordon parece reaparecer durante unos segundos, pero la señal es demasiado débil, y apenas pueden entender lo que dice, sólo entendiendo que deben derrotar al Green Ranger de Rita. En la dimensión oscura, Goldar se dispone a acabar de una vez con la vida de Jason.

### Tercera parte: The Rescue
Rita invoca a una vieja amiga, Escorpina, para que se una a ella en su lucha contra los Power Rangers. Mientras, en el centro de mando, Zordon vuelve a desvanecerse, y los rangers no tienen ni idea del paradero de Jason, por lo que deciden salir a investigar si alguien le ha visto. Kimberly pregunta a Tommy, y este le contesta de malos modos que no se presentó a la cita. Pero Zack sabe que sí acudió, con lo que deciden ir los dos a preguntar a Tommy. Sin embargo, los masillas impiden que se puedan acercar a él, y se escabulle, quedándose extrañados de que los masillas no hayan atacado a Tommy. Mientras, Escorpina llega al palacio de la luna y se une a Rita y sus secuaces, que empiezan a maquinar un plan. En la dimensión oscura, cuando Goldar está a punto de atravesar a Jason con su espada, aparece el Green Ranger y le ordena que se marche, ya que Rita desea que ese placer sea suyo, y empiezan a luchar, pero Jason no es rival sin sus poderes, y aunque logra alcanzar el Morpher, Tommy le impide metamorfosearse, y se dispone a matarle con la Espada de la Oscuridad. En el Centro de Mando, Billy logra reparar el teletransporte y localizar las coordenadas de Jason, y en el último momento le teletransporta al centro de mando. Goldar ordena entonces al Green Ranger que se quede en la dimensión oscura a la espera de órdenes, mientras Rita envía a Escorpina a atacar a los rangers. A mitad de la batalla, Rita la ordena que vuelva, creyendo que está en inferioridad, y en la luna traman un plan de ataque maestro, con la ayuda de un hechizo que prepara Rita para crear un eclipse solar que cortará la energía del Megazord. Zordon vuelve a aparecer durante unos segundos, pero la señal no dura mucho tiempo y se desvanece de nuevo, sólo entendiéndole algo sobre "la trampa de Rita". Inmediatamente después, ven por el globo de inspección que Goldar gigante está atacando Angel Grove.

### Cuarta parte: Eclipsing Megazord
Los rangers intentan metamorfosearse para enfrentarse a Goldar, pero se produce una sobrecarga en la Red de Metamorfosis y no pueden hacerlo. Mientras Goldar sigue destruyendo todo a su paso, Rita comienza a preparar el hechizo de eclipse solar para neutralizar al Megazord. En el centro de mando, Billy realiza unos ajustes y con ellos logra reparar el centro de mando, con lo que los rangers se metamorfosean para ir a la batalla. Escorpina les está esperando y se enfrenta a ellos, mientras Goldar secuestra un autobús en el que están Bulk y Skull y se los lleva como rehenes. En el centro de mando, Alpha está a punto de recuperar a Zordon, pero el Green Ranger le desconecta y activa los controles para volver a mandar a Zordon a otra dimensión. Pero Alpha logra reactivarse y le atrapa en un campo de fuerza. Mientras, Rita despeña el autobús de Bulk y Skull por un precipicio, y los rangers invocan al Megazord para salvarles. Después se inicia una batalla, mientras Rita invoca el eclipse solar que debilita al Megazord. Aun así, Goldar no parece ser suficiente para derrotarles, por lo que Rita hace crecer a Escorpina, transformándola en un monstruo escorpión. Casi sin energía, el Megazord usa la Power Espada para una recarga de emergencia. En el centro de mando, Alpha está a punto de descubrir la identidad del Green Ranger, pero Rita le libera del campo de fuerza y le hace crecer para que los tres villanos se enfrenten a un Megazord ya casi sin energía. Entre los tres no tienen problemas para derrotarle, y los rangers se ven proyectados fuera del Megazord. Impotentes, ven como los zords se hunden en una grieta de lava en lo que parece su destrucción definitiva, tras las cual, los villanos se retiran. Más tarde, en el centro de mando, cuando los rangers abatidos se preparan para rendirse, el ordenador muestra el análisis genético que efectuó sobre el Green Ranger, lo que permitirá revelar su identidad. Todos quedan estupefactos cuando el globo de inspección les muestra el rostro de Tommy.

### Quinta parte: Breaking the Spell
Los rangers se preguntan por qué Tommy les está haciendo esto, y llegan a la conclusión de que Rita le debe haber hechizado, con lo que deciden intentar razonar con él y liberarle de su hechizo, mientras que en la luna Rita y sus tropas celebran su gran triunfo y preparan el ataque definitivo contra Angel Grove. En el centro juvenil, Kimberly se enfrenta a Tommy y le revela que lo sabe todo, a lo que Tommy le contesta que ella y sus compañeros pueden darse por destruidos, acompañada esta frase por un destello verde de sus ojos que confirma el hechizo. Más tarde, Rita hace entrega a Tommy de la Daga Dragón, un arma con una flauta incorporada, con la cual podrá invocar al Dragonzord, un poderoso zord que utilizará para destruir Angel Grove sin que los rangers puedan evitarlo. Aun así, los rangers se metamorfosean para intentar una vez más razonar con él, sin éxito. Mientras tanto, en el centro de mando, Alpha por fin logra restablecer la comunicación con Zordon, y en ese momento los zords regresan a los rangers. Zordon les dice que deben destruir la Espada de la Oscuridad para liberar a Tommy, y forman el Megazord para enfrentarse al Dragonzord. La victoria es para el Megazord, y entonces el Red Ranger y el Green Ranger tienen un combate singular, al final del cual Jason logra destruir con su pistola la Espada de la Oscuridad, liberando del hechizo a Tommy. Este se siente culpable, pero Jason le convence para que use sus nuevos poderes para el bien y se una a ellos, y así todos se metamorfosean jurando derrotar los seis juntos a Rita y sus monstruos. Siguiendo el consejo de Zordon, Tommy revive al Dragonzord con su daga, y los seis ven cómo el Mamut, el Triceratops y el Smilodón se unen al Dragonzord formando una nueva combinación, el Dragonzord en formación de batalla. Rita se enfurece al ver que ha perdido y Goldar jura venganza. Más tarde, en el centro de mando, Tommy hace el juramento de seguir las tres leyes para conservar sus poderes, a saber, nunca utilizar el poder para beneficio personal, nunca atacar a menos que Rita les obligue y nunca revelar a nadie su identidad de Power Ranger. Billy le regala un comunicador, y los seis hacen juntos por primera vez el saludo de los Power Rangers.

## Reparto

### Reparto principal
- Amy Jo Johnson como Kimberly Hart, Pink Ranger.
- David Yost como Billy Cranston, Blue Ranger.
- Walter Emanuel Jones como Zack Taylor, Black Ranger.
- Thuy Trang como Trini Kwan, Yellow Ranger.
- Austin St. John como Jason Lee Scott, Red Ranger.
- Jason David Frank como Tommy Oliver, Green Ranger.
- Paul Schrier como Bulk.
- Jason Narvy como Skull.
- David Fielding como Zordon.
- Machiko Soga como Rita Repulsa.
- Barbara Goodson como la voz de Rita Repulsa.
- Takashi Sakamoto y Kazutoshi Yokoyama como Goldar.
- Robert Axelrod como la voz de Goldar.
- Minoru Watanabe como Squatt.
- Michael Sorich como la voz de Squatt.
- Hideaki Kusaka como Baboo.
- Dave Mallow como la voz de Baboo.
- Takako Iiboshi como Finster.
- Robert Axelrod como la voz de Finster.
- Ami Kawai como Escorpina.
- Wendy Lee como la voz de Escorpina.
- Richard Genelle como Ernie.
- Romy J. Sharf como Alpha 5.
- Richard Steven Horvitz como la voz de Alpha 5.